# Efferia dilecta
Efferia dilecta este o specie de muște din genul Efferia, familia Asilidae. A fost descrisă pentru prima dată de Walker în anul 1855. Conform Catalogue of Life specia Efferia dilecta nu are subspecii cunoscute.